# George Sylvester Morris
George Sylvester Morris (15 novembre 1840 – 23 mars 1889) est un linguiste, enseignant et philosophe américain né à Norwich (Vermont).

## Formation
En 1861, il est diplômé du Dartmouth College puis sert deux ans dans l'armée de l'Union durant la Guerre de Sécession avant d'enseigner à Dartmouth en 1863-64. Il étudie la philosophie et la théologie à l'Union Theological Seminary de New York, puis en Allemagne. 

## Carrière
En 1870, il est nommé à l'université du Michigan et, quelques années plus tard, il aide John Dewey à obtenir un poste dans cette université. 
En 1880, il démissionne de l'université du Michigan pour aller enseigner à Johns Hopkins où il sera l'un des professeurs de John Dewey.

## Œuvre
Morris a publié une traduction de l'Histoire de la philosophie d'Ueberweg (deux volumes, 1872–74) et une édition de Philosophical Classics de Gregg. Il a également écrit :
- British Thought and Thinkers (1880)
- Kant's Critique of Pure Reason: A Critical Exposition (1882)
- Philosophy and Christianity (1883)
- Hegel's Philosophy of the State and of History (1887)